# خديجة حمدي
خديجة حمدي (توفيت 11 يوليو 2025 م) هي كاتبة وأديبة، ووزيرة الثقافة في الجمهورية العربية الصحراوية، وعضو نشط في الاتحاد الوطني للمرأة الصحراوية، وعضو الأمانة الوطنية لجبهة البوليساريو.

## وفاتها
أعلنت وفاة خديجة حمدي يوم الجمعة 16 المحرَّم 1447هـ الموافق 11 يوليو 2025م، بعد صراع طويل مع المرض.